# Нкапіта
Нкапі́та (англ. Nkapita) — вища традиційна громада у складі дистрикту Зомба Південного регіону Малаві.
Населення — 45355 осіб (2018).